# Physetica eucrossa
Physetica eucrossa är en fjärilsart som beskrevs av Edward Meyrick 1927. Physetica eucrossa ingår i släktet Physetica och familjen nattflyn. Inga underarter finns listade i Catalogue of Life.